# Oologi
Oologi er en gren indenfor zoologi der omhandler læren om æg, specielt fugleæg.
Oologi inkluderer også studiet af parringsmønstret for fugle samt studiet af deres reder.